# Double Live Assassins
Double Live Assassins är ett livealbum av musikgruppen W.A.S.P., utgivet 1998.

## Låtförteckning
1. The Medley (On Your Knees, I Don't Need No Doctor, Hellion, Chainsaw Charlie (Murders in the New Morgue))
2. Wild Child
3. Animal (Fuck Like A Beast)
4. L.O.V.E. Machine
5. Killahead
6. I Wanna Be Somebody
7. The Real Me
8. Kill Your Pretty Face
9. The Horror
10. Blind In Texas
11. The Headless Children
12. The Idol
13. The Crimson Idol Medley
14. Little Death
15. Mean Man/Rock and Roll to Death